# Ecart (collectif)
Pour les articles homonymes, voir Ecart.
 (juin 2018).
Le groupe Ecart (palindrome du mot « trace ») est un collectif d'art contemporain fondé par les artistes John M. Armleder, Claude Rychner et Patrick Lucchini en 1969. Il s'agit d'un collectif alternatif et communautaire proche du mouvement new-yorkais Fluxus. Basé à Genève, Ecart constitue un point de chute suisse pour tout un réseau international d'artistes de l'avant-garde des années 1970. Le collectif s'est dissout en 1982.

## Genèse
John M. Armleder et Claude Rychner se rencontrent au Collège de Genève. Avec des amis, ils fondent en 1962 le groupe « Luc Bois » du nom de leur professeur de dessin. Le groupe, aux activités diverses dépassant le spectre artistique, élargit son cercle à d'autres artistes pour l'organisation d'une première exposition collective en 1967. Si la transition entre ce premier groupe et la création du collectif est difficilement situable dans le temps, le lien entre les deux est indéniable. Le collectif est inauguré en novembre 1969 à l'occasion du premier Ecart Happening Festival à Genève, festival de performances.

## Démarche
S'inspirant du principe d'équivalence entre l'art et la vie formulé par Robert Filliou, les sujets de prédilections d'Ecart portent sur l'héritage de l'art conceptuel et minimaliste des années 60. 
Dès 1963, la philosophie collaborative du projet s'exprime par un éclectisme et une multidisciplinarité inspirés des tendances locales et internationales. Il voit naître successivement expositions, performances, concerts ou même conférences. Cette volonté supporte des thématiques contemporaines telles que la défiance envers les lois du marché, la recherche de moyens alternatifs de production et de diffusion ou encore la place et le rôle de l'auteur.
Cette recherche de modes alternatifs s'observe dans les moyens de diffusion, organisés autour de l'imprimé (publications, mail art, lettres d'Ecart) pour toucher un public plus large, mais également dans les modes d'expression de la démarche artistique elle-même. 
C'est d'ailleurs en 1973 que la galerie Ecart voit le jour. Cet espace tend à dépasser la fonction ordinaire d'exposition en se muant en lieu interactif et collaboratif. Le jeu n'est d'ailleurs ici plus seulement un outil de transmission de l'art mais l'art lui-même. 
Si le rapprochement entre les différentes activités du groupe et une démarche artistique propre semble complexe à définir, il n'en reste pas moins et paradoxalement une caractéristique essentielle de son identité. Il s'agit ici d'un effet inhérent au gommage des frontières entre chaque discipline et savoir-faire.

## Le lieu
Installé au 6 rue Plantamour à Genève, le collectif disposait d'un espace polyvalent et autogéré, un artist-run space, qui en plus d'accueillir les événements du collectif (performances, expositions, installations, etc.), regroupait depuis 1973 une galerie, une librairie spécialisée et une maison d'édition qui portent toutes le nom d'Ecart. Pour le collectif, l'objectif était de maîtriser chaque étape de la production d'une œuvre artistique pour garantir sa liberté et son indépendance.